# Anton Nekrjatsch
Anton Alexejewitsch Nekrjatsch (russisch Антон Алексеевич Некряч; * 7. April 1995 in Nowosibirsk) ist ein russisch-kasachischer Eishockeyspieler, der seit Januar 2022 beim HK Aqtöbe in der kasachischen Liga unter Vertrag steht.

## Karriere
Anton Nekrjatsch begann seine Karriere als Eishockeyspieler in seiner Heimatstadt in der Nachwuchsabteilung des HK Sibir Nowosibirsk. Im KHL Junior Draft 2012 wurde er von seinem Stammverein in der dritten Runde als insgesamt 98. Spieler ausgewählt. Die folgenden drei Spielzeiten spielte er für das MHL-Team von Sibir, die Sibirskie Snaipery. Nach seiner Juniorenzeit wechselte er nach Kasachstan zu Nomad Astana und wurde dort auf Anhieb Torschützenkönig der kasachischen Liga. Nach einem Jahr bei Jermak Angarsk in der Wysschaja Hockey-Liga kehrte er nach Astana zurück. 2018 wurde vom kasachischen Ligakonkurrenten HK Beibarys Atyrau verpflichtet, bei dem er ein Jahr blieb, ehe er zu Nomad in die inzwischen Nur-Sultan genannte Stadt zurückkehrte. Mit Nomad spielt er nunmehr in der Wysschaja Hockey-Liga. Zudem wurde er zweimal von Barys Nur-Sultan in der Kontinentalen Hockey-Liga (KHL) eingesetzt. 2021 wechselte er zu Torpedo Ust-Kamenogorsk in die kasachische Liga, zog aber bereits im Januar 2022 weiter zum HK Aqtöbe.

### International
Nekrjatsch debütierte 2019 in der kasachischen Nationalmannschaft. Bei der Weltmeisterschaft 2019 spielte er mit dem kasachischen Nationalteam in der Division I. Der dabei errungene Aufstieg in die Top-Division konnte wegen der weltweiten COVID-19-Pandemie jedoch erst 2021 wahrgenommen werden.
Zudem nahm er mit der kasachischen Studentenauswahl an der Winteruniversiade 2019 in Krasnojarsk teil, wo die Mannschaft den vierten Platz belegte.

## Erfolge und Auszeichnungen
- 2016 Torschützenkönig der kasachischen Liga
- 2019 Aufstieg in die Top-Division bei der Weltmeisterschaft der Division I, Gruppe A (wegen der weltweiten COVID-19-Pandemie erst 2021 wirksam)

## KHL-Statistik
(Stand: Ende der Saison 2019/20)